# Yann Mabella
Yann Mabella (Tolosa, 22 febbraio 1996) è un calciatore francese naturalizzato congolese (Repubblica del Congo), attaccante dell'RU Luxembourg e della nazionale congolese.

## Carriera

### Nazionale
Il 9 giugno 2021 ha esordito con la nazionale congolese giocando l'amichevole vinta 0-1 contro il Niger.

## Statistiche

### Presenze e reti nei club
Statistiche aggiornate al 21 giugno 2022.
| Stagione        | Squadra         | Campionato      | Campionato | Campionato | Coppe nazionali | Coppe nazionali | Coppe nazionali | Coppe continentali | Coppe continentali | Coppe continentali | Altre coppe | Altre coppe | Altre coppe | Totale | Totale |
| Stagione        | Squadra         | Comp            | Pres       | Reti       | Comp            | Pres            | Reti            | Comp               | Pres               | Reti               | Comp        | Pres        | Reti        | Pres   | Reti   |
| --------------- | --------------- | --------------- | ---------- | ---------- | --------------- | --------------- | --------------- | ------------------ | ------------------ | ------------------ | ----------- | ----------- | ----------- | ------ | ------ |
| mag. 2014       | Nancy 2         | CFA2            | 3          | 0          |                 | -               | -               |                    | -                  | -                  |             | -           | -           | 3      | 0      |
| 2014-2015       | Nancy 2         | CFA2            | 24         | 13         |                 | -               | -               |                    | -                  | -                  |             | -           | -           | 24     | 13     |
| 2015-2016       | Nancy 2         | CFA2            | 12         | 6          |                 | -               | -               |                    | -                  | -                  |             | -           | -           | 12     | 6      |
| 2016-2017       | Nancy 2         | CFA2            | 15         | 3          |                 | -               | -               |                    | -                  | -                  |             | -           | -           | 15     | 3      |
| 2014-2015       | Nancy           | L2              | 1          | 0          | CF+CdL          | 0               | 0               |                    | -                  | -                  |             | -           | -           | 1      | 0      |
| 2015-2016       | Nancy           | L2              | 2          | 0          | CF+CdL          | 0+2             | 0               |                    | -                  | -                  |             | -           | -           | 4      | 0      |
| 2016-2017       | Nancy           | L1              | 0          | 0          | CF+CdL          | 0               | 0               |                    | -                  | -                  |             | -           | -           | 0      | 0      |
| 2017-2018       | Châteauroux     | L2              | 9          | 2          | CF+CdL          | 2+0             | 1+0             |                    | -                  | -                  |             | -           | -           | 11     | 3      |
| mar. 2018       | Châteauroux 2   | N3              | 1          | 1          |                 | -               | -               |                    | -                  | -                  |             | -           | -           | 1      | 1      |
| 2018-gen. 2019  | Nancy 2         | N3              | 8          | 2          |                 | -               | -               |                    | -                  | -                  |             | -           | -           | 8      | 2      |
| 2018-gen. 2019  | Nancy           | L2              | 2          | 0          | CF+CdL          | 1+1             | 0               |                    | -                  | -                  |             | -           | -           | 4      | 0      |
| feb.-mar. 2019  | Tours 2         | N3              | 2          | 0          |                 | -               | -               |                    | -                  | -                  |             | -           | -           | 2      | 0      |
| gen.-giu. 2019  | Tours           | N               | 11         | 1          | CF              | -               | -               |                    | -                  | -                  |             | -           | -           | 11     | 1      |
| 2019-2020       | RU Luxembourg   | DN              | 17         | 11         | CL              | 3               | 3               |                    | -                  | -                  |             | -           | -           | 20     | 14     |
| 2020-2021       | RU Luxembourg   | DN              | 29         | 13         | CL              | 1               | 2               |                    | -                  | -                  |             | -           | -           | 30     | 15     |
| 2021-2022       | RU Luxembourg   | DN              | 30         | 18         | CL              | 4               | 4               | UECL               | 2                  | 2                  |             | -           | -           | 36     | 24     |
| Totale carriera | Totale carriera | Totale carriera | 166        | 70         |                 | 14              | 10              |                    | 2                  | 2                  |             | -           | -           | 182    | 82     |

### Cronologia presenze e reti in nazionale
| Cronologia completa delle presenze e delle reti in nazionale ― Rep. del Congo | Cronologia completa delle presenze e delle reti in nazionale ― Rep. del Congo | Cronologia completa delle presenze e delle reti in nazionale ― Rep. del Congo | Cronologia completa delle presenze e delle reti in nazionale ― Rep. del Congo | Cronologia completa delle presenze e delle reti in nazionale ― Rep. del Congo | Cronologia completa delle presenze e delle reti in nazionale ― Rep. del Congo | Cronologia completa delle presenze e delle reti in nazionale ― Rep. del Congo | Cronologia completa delle presenze e delle reti in nazionale ― Rep. del Congo |
| Data                                                                          | Città                                                                         | In casa                                                                       | Risultato                                                                     | Ospiti                                                                        | Competizione                                                                  | Reti                                                                          | Note                                                                          |
| ----------------------------------------------------------------------------- | ----------------------------------------------------------------------------- | ----------------------------------------------------------------------------- | ----------------------------------------------------------------------------- | ----------------------------------------------------------------------------- | ----------------------------------------------------------------------------- | ----------------------------------------------------------------------------- | ----------------------------------------------------------------------------- |
| 9-6-2021                                                                      | Adalia                                                                        | Niger                                                                         | 0 – 1                                                                         | Rep. del Congo                                                                | Amichevole                                                                    | -                                                                             | 71’                                                                           |
| 2-9-2021                                                                      | Soweto                                                                        | Namibia                                                                       | 1 – 1                                                                         | Rep. del Congo                                                                | Qual. Mondiali 2022                                                           | -                                                                             | 46’                                                                           |
| 12-10-2021                                                                    | Brazzaville                                                                   | Rep. del Congo                                                                | 1 – 2                                                                         | Togo                                                                          | Qual. Mondiali 2022                                                           | -                                                                             | 66’ 90+5’                                                                     |
| 14-11-2021                                                                    | Thiès                                                                         | Senegal                                                                       | 2 – 0                                                                         | Rep. del Congo                                                                | Qual. Mondiali 2022                                                           | -                                                                             | 71’                                                                           |
| 24-9-2022                                                                     | Brazzaville                                                                   | Rep. del Congo                                                                | 3 – 3                                                                         | Madagascar                                                                    | Amichevole                                                                    | -                                                                             | 69’                                                                           |
| 27-9-2022                                                                     | Mohammédia                                                                    | Rep. del Congo                                                                | 0 – 2                                                                         | Mauritania                                                                    | Amichevole                                                                    | -                                                                             | 87’                                                                           |
| 27-3-2023                                                                     | Dar es Salaam                                                                 | Sudan del Sud                                                                 | 0 – 1                                                                         | Rep. del Congo                                                                | Qual. Coppa d'Africa 2023                                                     | -                                                                             | 76’                                                                           |
| 19-11-2024                                                                    | Brazzaville                                                                   | Rep. del Congo                                                                | 0 – 1                                                                         | Uganda                                                                        | Qual. Coppa d'Africa 2025                                                     | -                                                                             | 81’                                                                           |
| Totale                                                                        |                                                                               | Presenze                                                                      | 8                                                                             |                                                                               | Reti                                                                          | 0                                                                             |                                                                               |

## Palmarès

### Club

#### Competizioni nazionali
- Campionato francese di seconda divisione: 1

Nancy: 2015-2016
- Coppa del Lussemburgo: 1

RU Luxembourg: 2021-2022